# 4NT
4NT ist eine alternative Betriebssystem-Shell von JP Software für Windows. Die Software stellt einen Ersatz für den Befehlsprozessor cmd.exe dar, der ab Windows NT standardmäßig mitgeliefert wird.

## Geschichte
4NT basiert auf der Vorgänger-Shell 4DOS für PC-kompatibles DOS und Windows 9x (DOS-basierte Windows-Versionen bis einschließlich Windows Me), ältere Versionen hießen 4DOS für die Windows NT-Betriebssysteme.
Mit Version 9.00 wurde 4NT unter dem Namen Take Command Console ein Teil der Shell Take Command, die ebenfalls als Shareware vertrieben wird und zusätzlich, ähnlich der PowerShell unter Windows, eine grafische Oberfläche bietet.

## Funktionen
4NT stellt eine reichhaltige Funktionalität sowohl für die Kommandozeile als auch für die Stapelverarbeitung zur Verfügung. Es kann mit anderen Scriptsprachen zusammenarbeiten, beispielsweise REXX, Ruby und Perl, oder Windows-Scriptsprachen wie VBScript und JScript, um so weitergehenden Zugang zu Betriebssystemfunktionen zu bieten.
4NT bietet im Vergleich zu cmd.exe eine Reihe von Verbesserungen:
- Zusätzliche Befehle
- Erweiterte Funktionalität existierender Befehle
- Erweiterte Stapelverarbeitungsfähigkeiten
- Aliase
- Verbesserte Wildcards und die Möglichkeit, nach Dateigrößen, Datums- und Zeitstempeln usw. zu filtern
- Kontext-sensitive Onlinehilfe
- Farbige Verzeichnislisten
- Mehr interne Variablen
- Variablen-Funktionen
- Einen interaktiven Debugger für Stapelverarbeitungsdateien, inklusive eines eingebauten Texteditors mit Syntaxhervorhebung
- Speichern der Konfiguration in einer .INI-Datei
- Unterstützung für Dateioperationen mithilfe mehrerer Internetprotokolle:  FTP, TFTP, FTPS, HTTP, HTTPS
- Lokalisierte Versionen auf Englisch, Französisch und Deutsch
- Unterstützung von Plug-ins zur Bereitstellung selbstentwickelter Funktionalitäten